# Justin Henry
Justin Henry (ur. 25 maja 1971 w Rye) – amerykański aktor dziecięcy, nominowany w wieku 8 lat do Oscara za rolę drugoplanową w filmie Sprawa Kramerów.